# Edmond Puissant
Edmond Puissant (Ronse, 23 oktober 1860 - Bergen, 7 mei 1934) was kanunnik, archeoloog, en verwoed kunstverzamelaar, wiens collecties en erfgoed de basis vormen van de Musea Kanunnik Puissant in Bergen.

## Biografie
Edmond Puissant werd geboren als zoon van apotheker Charles Felix Puissant en Desirée Josephus Bruneel. Toen zijn vader een paar maanden later overleed, werd hij opgevoed door zijn grootmoeder. Hij liep school in het college van Sint-Antonius van Padua in Ronse, het Sint Augustinus College in Enghien, studeerde filosofie aan Bonne Espérance en kreeg zijn priesterwijding in Doornik op 17 augustus 1884.
In de zes jaar dat hij doorbracht bij de bisschop, werkte hij als redacteur en corrector in de drukkerij van Johannes de Evangelist. In deze omgeving ontdekte hij in de bibliotheken en archieven van de bisschoppelijke stad de vele manuscripten afkomstig van kloosters en addijen en verwierf een grondige kennis over de geschiedenis van Henegouwen en zijn kunst. In zijn vrije tijd verdiepte hij zich in historische werken, bezocht antiekwinkels en deed opgravingen op het platteland.
Hij was een gepassioneerd kunstverzamelaar en in de periode 1880-1934 vergaarde hij een zeer gevarieerde en eclectische verzameling bestaande uit aardewerk, beeldhouwwerken, meubels, Vlaamse wandtapijten, tekeningen, schilderijen, wapens, een lapidarium en andere curiosa en parafernalia.
Ook kocht hij verschillende historische gebouwen om ze te vrijwaren van verval en ze volledig te restaureren. Zo verwierf hij in 1901 het kasteel van Herchies met een toen zwaar beschadigde toren en een uitgestrekte maar verwaarloosde tuin. In 1913 kocht hij het landgoed van Sars-la-Bruyère, waarvan hij de vierkante toren, vergelijkbaar met de donjons van Ath en Beaumont, restaureerde.
Als beschermheer en voorvechter van diverse regionale monumenten in Henegouwen zette hij zich in voor het behoud en de restauratie van de donjon van Sars-la-Bruyère en de kastelen van Trazegnies, Herchies, Écaussinnes-Lalaing en Havré.
Als voorzitter van de Cercle Archéologique de Mons was hij gedreven zijn passies te delen met de massa en ging voluit voor de ontwikkeling en behoud van erfgoed, de sensibilisering van de bevolking voor het erfgoed en ontwikkeling van kennis over geschiedenis, beeldende kunst, architectuur en literatuur wat ten volle werd ondersteund door intellectuelen zoals Marius Renard en Jules Destree.

## Museum Kanunnik Puissant
Bij testament liet hij zijn bezittingen en zijn collecties na aan de stad Bergen. Vandaag de dag vormt deze erfenis de basis van de Musea Kanunnik Puissant: "Le vieux Logis Notre Dame" en "L'Attacat de la Chapelle de Sainte-Marguerite". Beide sites waren blikvangers toen Bergen de "culturele hoofdstad van Wallonië" was.
Zijn nalatenschap bevatte eveneens meer dan 2000 manuscripten en ongeveer 5.000 gedrukte volumes van de zestiende en achttiende eeuw, waaronder de Gutenbergbijbel. In 1966 vertrouwde de gemeentelijke openbare bibliotheek van de stad Bergen de collectie Edmond Puissant toe aan de Universiteit van Bergen-Henegouwen, waar ze vandaag de dag nog steeds wordt bewaard.

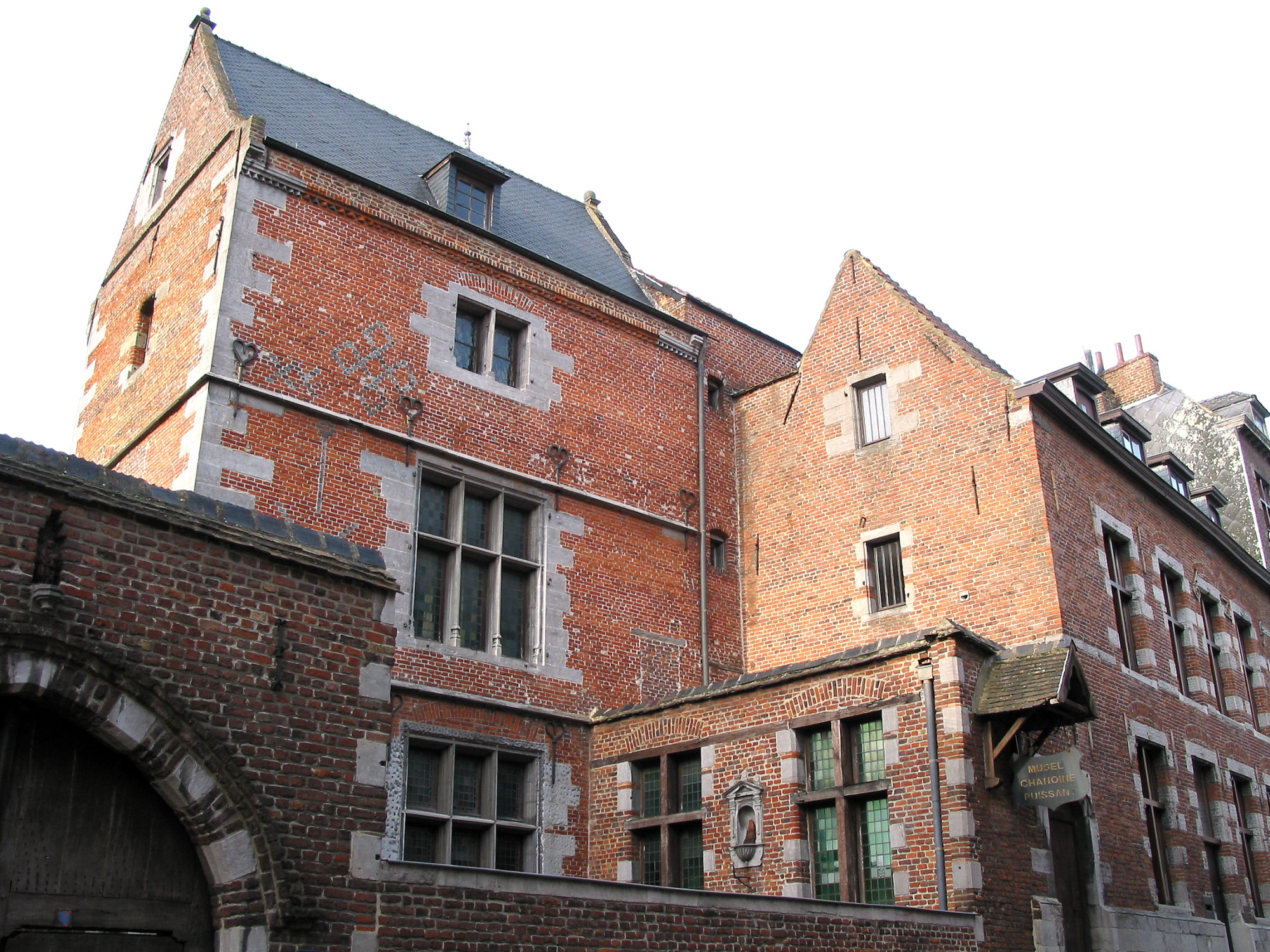
Museum Kanunnik Puissant
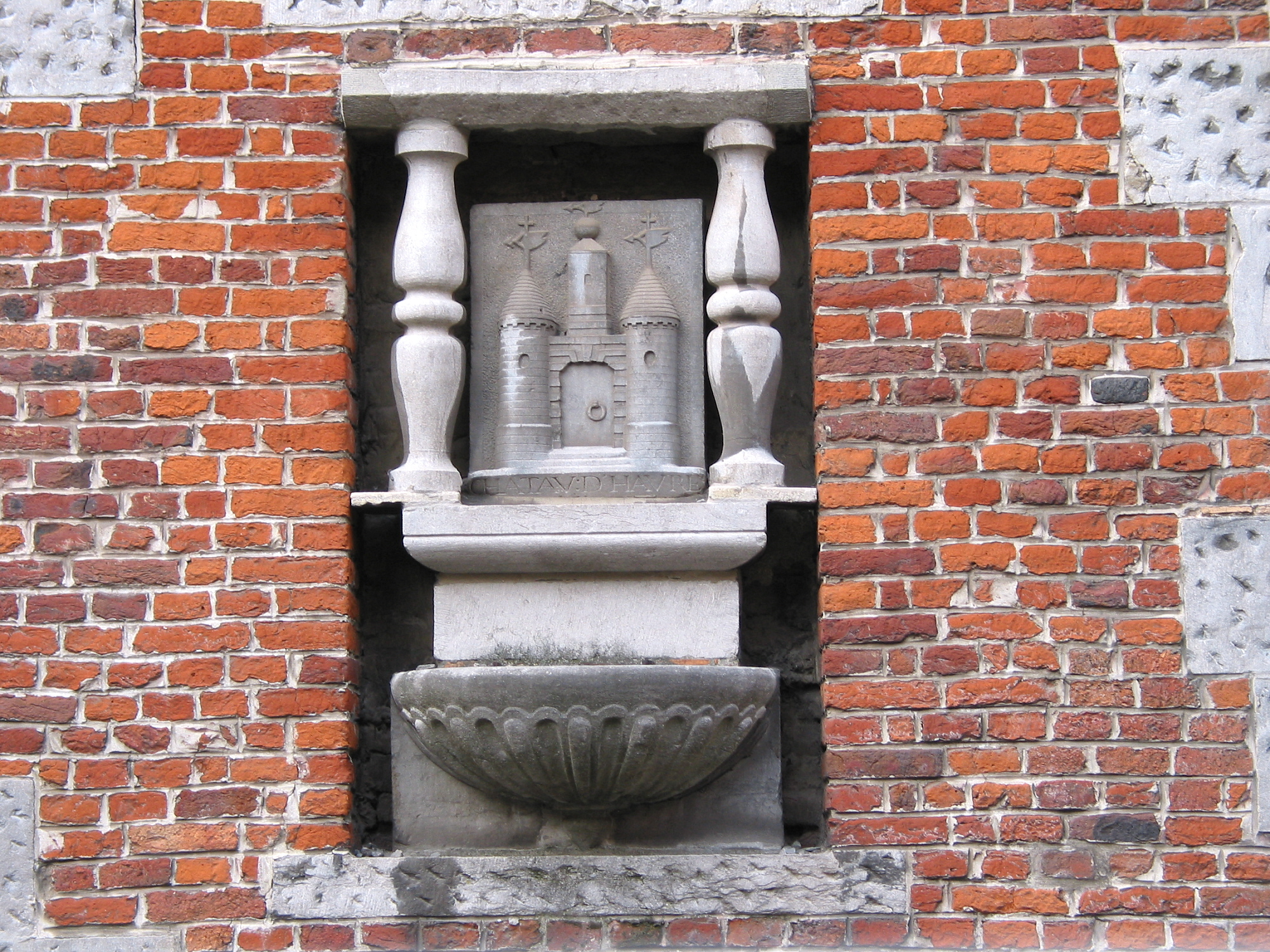
siersteen met voorstelling van het kasteel van Havré
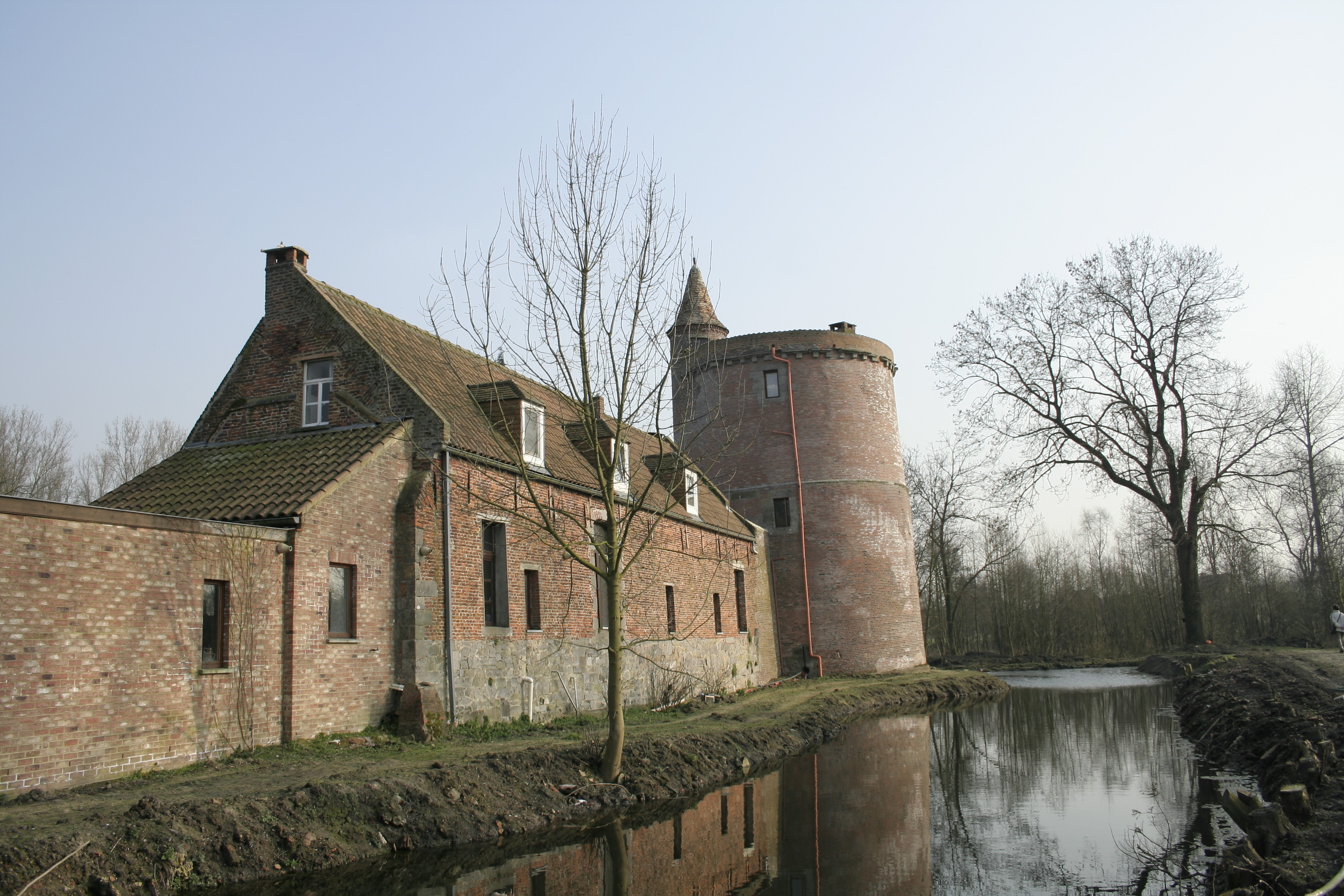
de donjon van Herchies
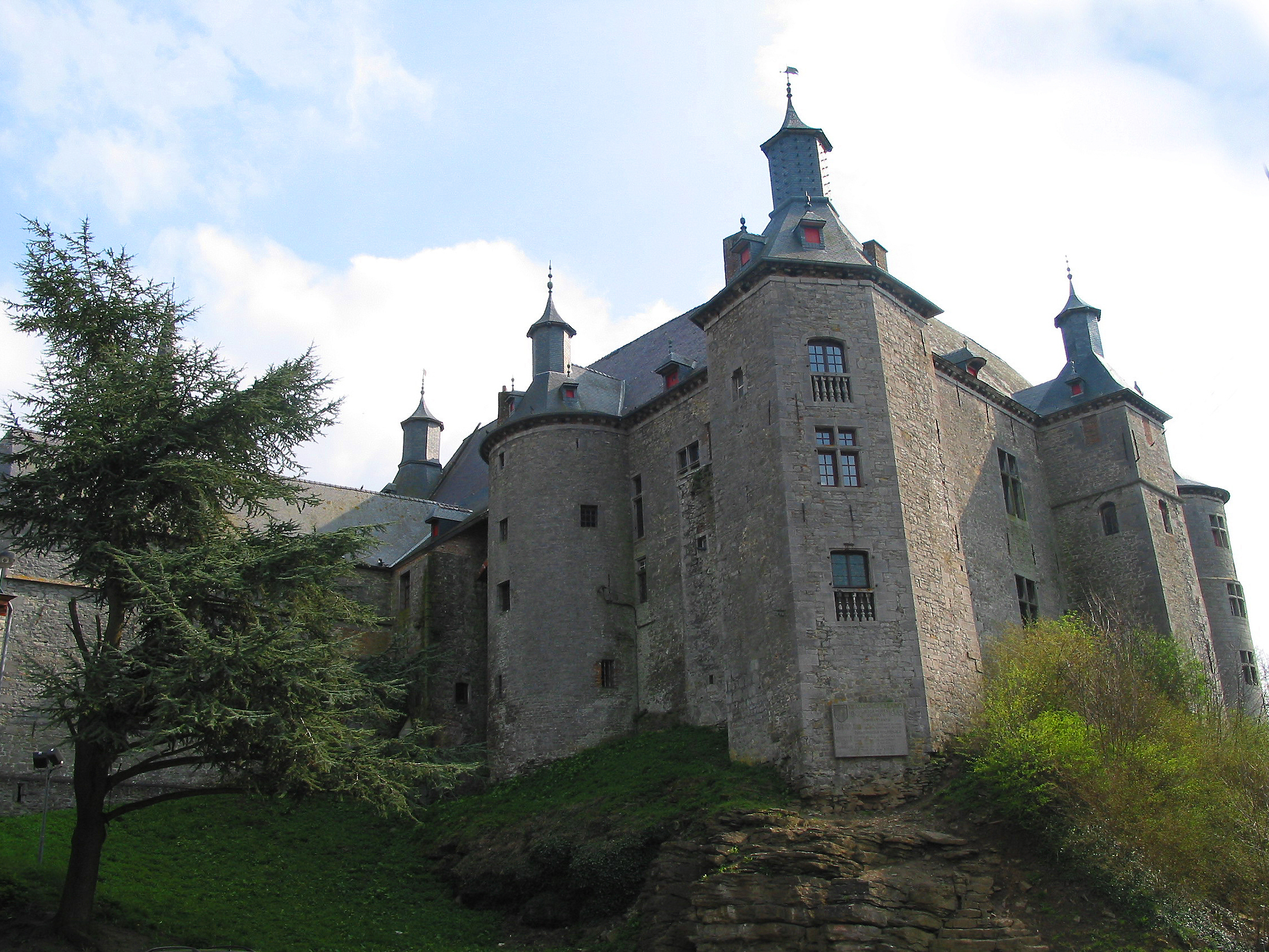
kasteel van Ecaussinnes-Lalaing
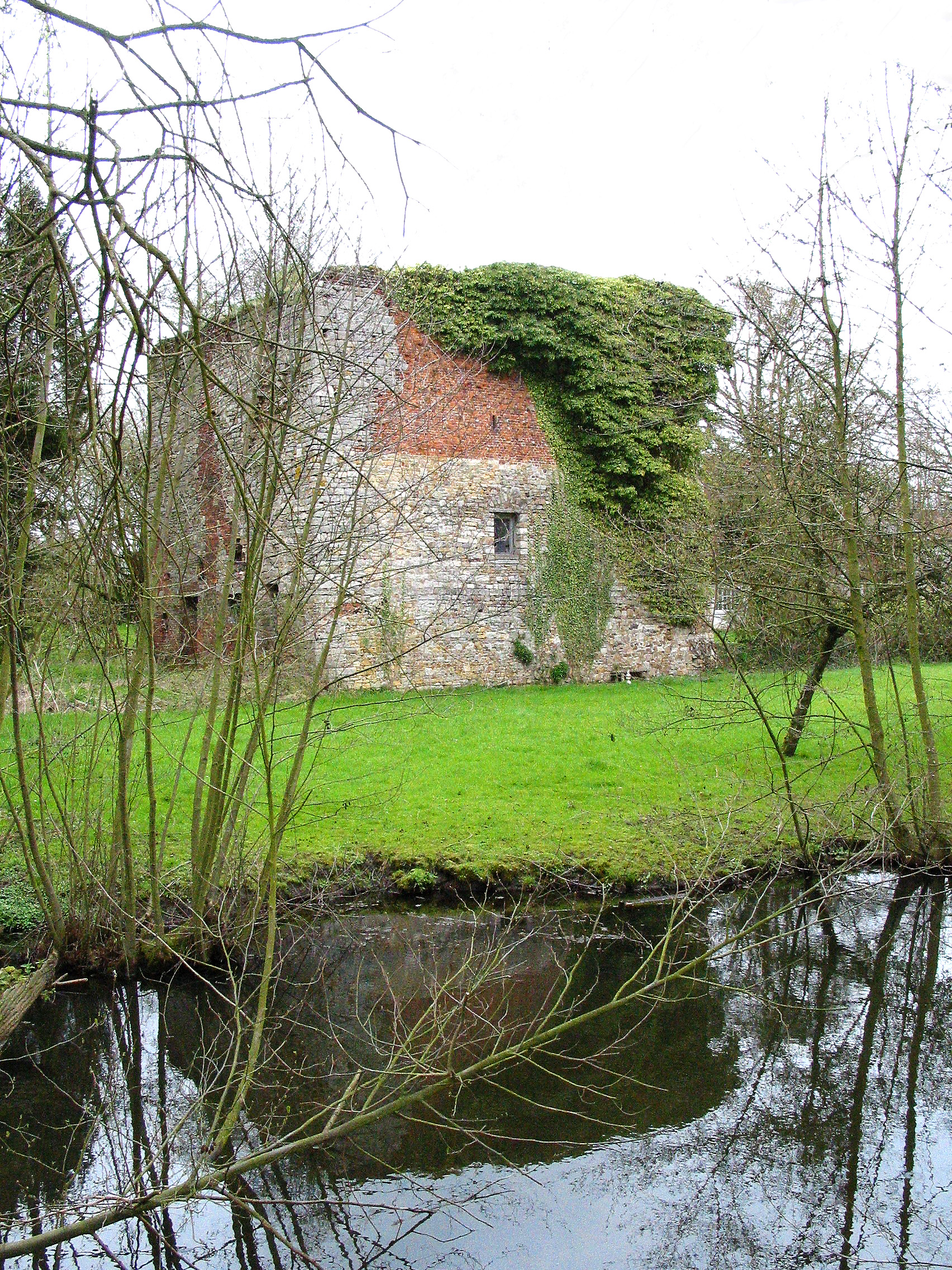
de oude donjon van kasteelboerderij de la Poterie
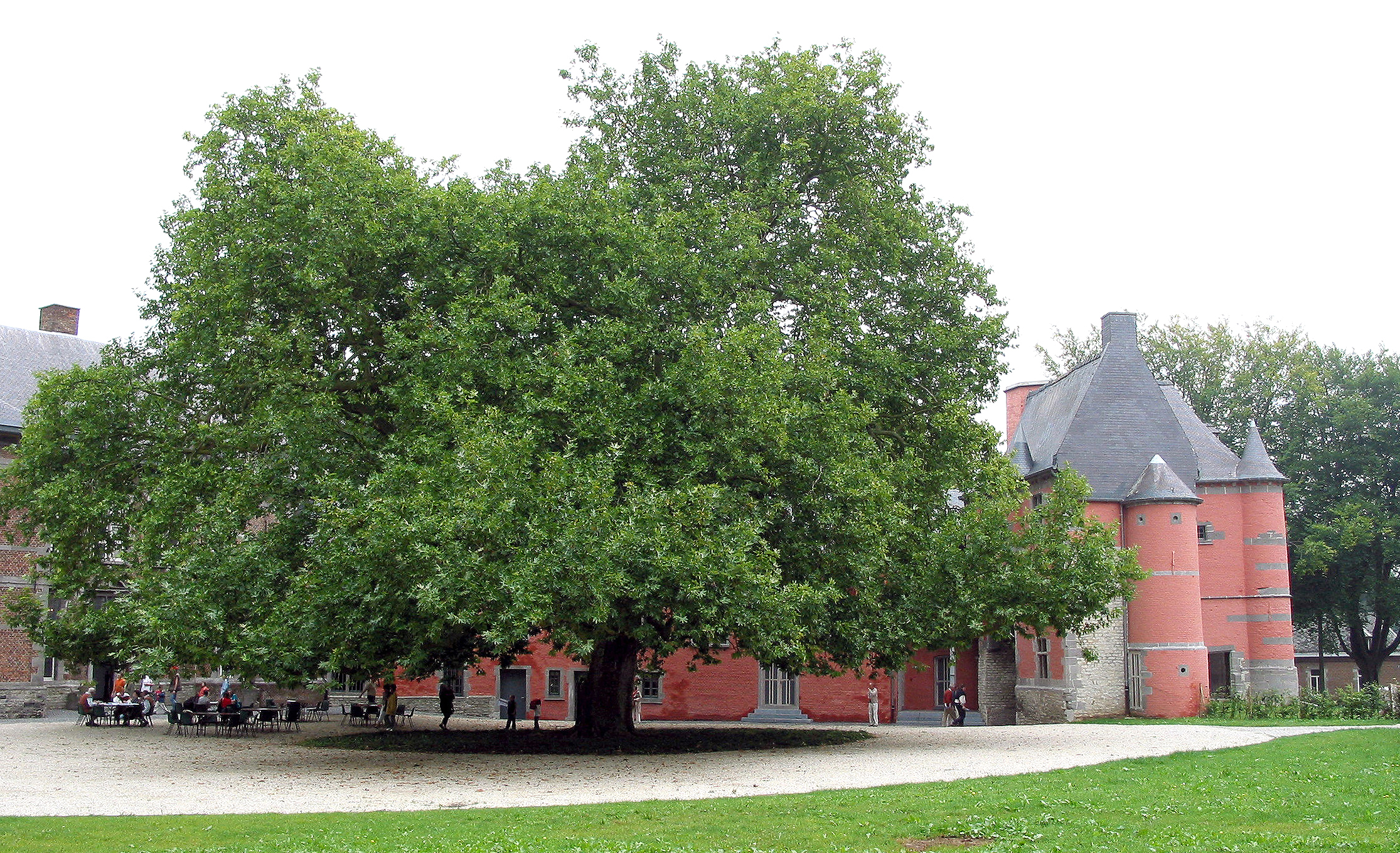
kasteel van Trazegnies
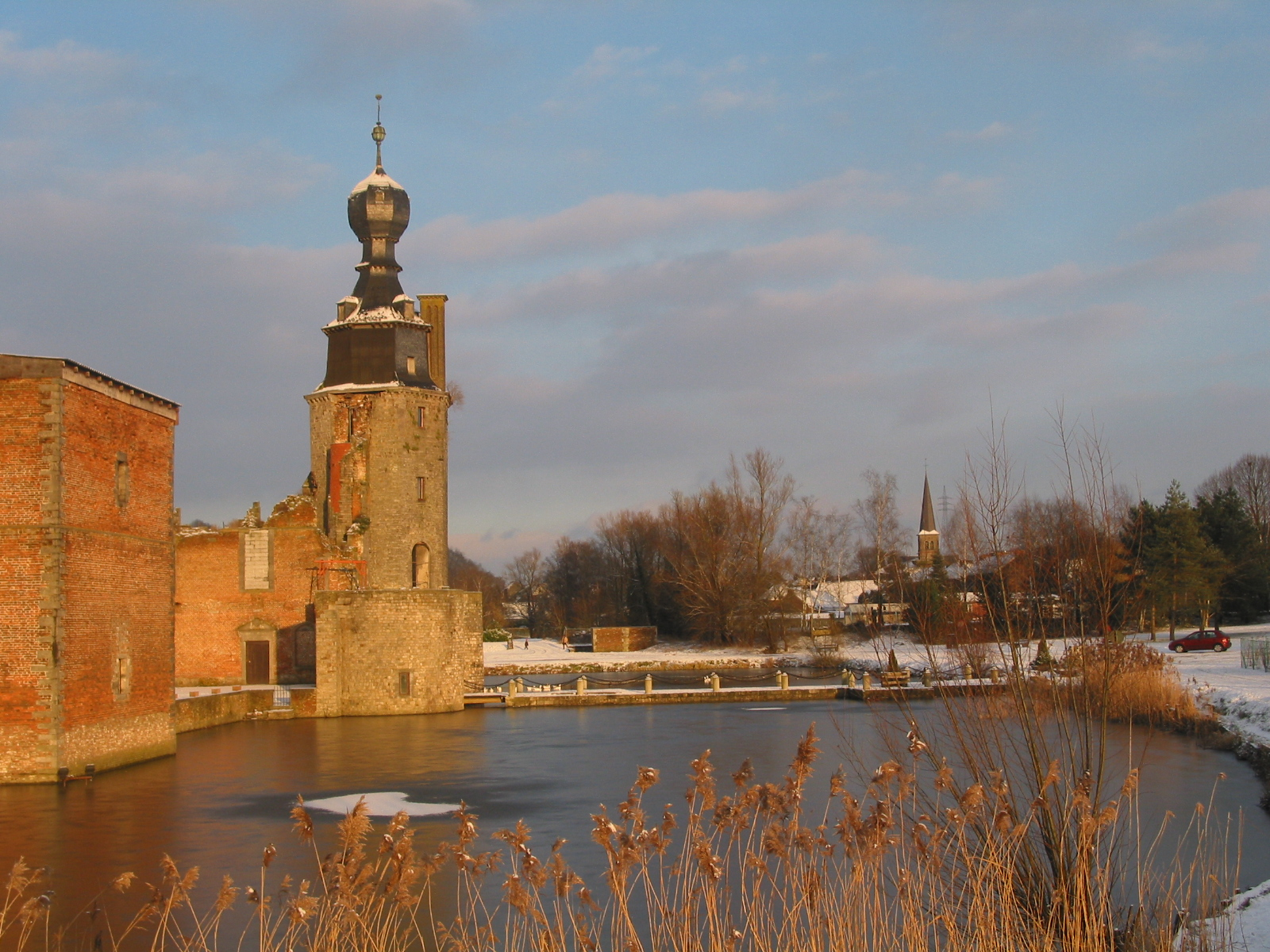
kasteel van Havré